# Mame Baba Thiam
Mame Baba Thiam, né le 9 octobre 1992 à Nguidilé, est un footballeur international sénégalais. Il évolue au poste d'ailier à Eyüpspor.

## Carrière
Il quitte le Sénégal à l'âge de quatorze ans pour tenter sa chance en Europe.
Mame Baba Thiam rejoint l'US Avellino en prêt à la fin du mois d'août 2011. Il fait ses débuts professionnels le 25 septembre 2011 contre Viareggio. Il est prêté la saison suivante au FC Südtirol. Il signe au SS Virtus Lanciano durant l'été 2013. Au terme de deux saisons en Serie B, la Juventus rachète ses droits de propriété, et le prête dans la foulée au SV Zulte Waregem une saison avec option d'achat.
Lors de la saison 2016-2017, après six mois de prêt au PAOK Salonique, Thiam rejoint le Empoli FC pour un prêt de six mois avec option d'achat.
Thiam signe deux ans au Kasımpaşa SK le 24 juin 2019.
Le 18 août 2020, Thiam signe un contrat de trois ans au Fenerbahçe SK.

## Statistiques
| Saison                | Club                    | Championnat           | Championnat | Championnat | Coupe(s) nationale(s) | Coupe(s) nationale(s) | Compétition(s) continentale(s) | Compétition(s) continentale(s) | Compétition(s) continentale(s) | Total | Total |
| Saison                | Club                    | Division              | M.          | B.          | M.                    | B.                    | Comp.                          | M.                             | B.                             | M.    | B.    |
| 2011-2012             | US Avellino (prêt)      | Serie C               | 25          | 4           | 0                     | 0                     | -                              | -                              | -                              | 25    | 4     |
| 2012-2013             | FC Südtirol (prêt)      | Serie C               | 29          | 6           | 1                     | 0                     | -                              | -                              | -                              | 30    | 6     |
| Sous-total            | Sous-total              | Sous-total            | 54          | 10          | 1                     | 0                     | -                              | -                              | -                              | 55    | 10    |
| 2013-2014             | SS Virtus Lanciano      | Serie B               | 22          | 3           | 1                     | 0                     | -                              | -                              | -                              | 23    | 3     |
| 2014-2015             | SS Virtus Lanciano      | Serie B               | 34          | 8           | 2                     | 1                     | -                              | -                              | -                              | 36    | 9     |
| Sous-total            | Sous-total              | Sous-total            | 56          | 11          | 3                     | 1                     | -                              | -                              | -                              | 59    | 12    |
| 2015-2016             | SV Zulte Waregem (prêt) | Jupiler Pro League    | 28          | 9           | 1                     | 0                     | -                              | -                              | -                              | 29    | 9     |
| 2016-2017             | PAOK Salonique (prêt)   | Superleague           | 1           | 0           | 2                     | 0                     | C3                             | 5                              | 0                              | 8     | 0     |
| 2016-2017             | Empoli FC (prêt)        | Serie A               | 0           | 0           | 0                     | 0                     | -                              | -                              | -                              | 0     | 0     |
| Sous-total            | Sous-total              | Sous-total            | 29          | 9           | 3                     | 0                     | -                              | 5                              | 0                              | 37    | 9     |
| 2017-2018             | Esteghlal Téhéran FC    | Iran Pro League       | 6           | 4           | 1                     | 1                     | AFC                            | 6                              | 7                              | 13    | 12    |
| Sous-total            | Sous-total              | Sous-total            | 6           | 4           | 1                     | 1                     | -                              | 6                              | 7                              | 13    | 12    |
| 2018-2019             | Ajman Club              | Arabian Gulf League   | 26          | 13          | 4                     | 0                     | -                              | -                              | -                              | 30    | 13    |
| Sous-total            | Sous-total              | Sous-total            | 26          | 13          | 4                     | 0                     | -                              | -                              | -                              | 30    | 13    |
| 2019-2020             | Kasımpaşa               | Süper Lig             | 25          | 11          | 3                     | 1                     | -                              | -                              | -                              | 28    | 12    |
| Sous-total            | Sous-total              | Sous-total            | 25          | 11          | 3                     | 1                     | -                              | -                              | -                              | 28    | 12    |
| 2020-2021             | Fenerbahçe SK           | Süper Lig             | 0           | 0           | 0                     | 0                     | -                              | -                              | -                              | 0     | 0     |
| Sous-total            | Sous-total              | Sous-total            | 0           | 0           | 0                     | 0                     | -                              | -                              | -                              | 0     | 0     |
| Total sur la carrière | Total sur la carrière   | Total sur la carrière | 196         | 58          | 15                    | 3                     | -                              | 11                             | 7                              | 222   | 68    |

## Palmarès
- Coupe d'Iran : 2018

- Coupe de Grèce de football : 2017

- Coupe d'Afrique des nations de football : 2022